# Sarojkamar Pandż
Sarojkamar Pandż (tadż. Клуби футболи «Саройкамар» Панҷ) – tadżycki klub piłkarski, mający siedzibę w mieście Pandż, w południowo-zachodniej części kraju.

## Historia
Chronologia nazw:
- 1992: Bochtar Pandż (ros. «Бохтар» Пяндж)
- 1998: Bahtijor Pandż (ros. «Бахтиёр» Пяндж / Бохтар)
- 1998: klub rozwiązano
- 2003: Sarojkamar Pandż (ros. «Саройкамар» Пяндж)

Piłkarski klub Bochtar został założony w miejscowości Pandż w 1992 roku. W 1992 startował w Pucharze Tadżykistanu. W 1993 zespół debiutował w rozgrywkach Wyższej Ligi Tadżykistanu. W debiutanckim sezonie zajął ostatnie 16. miejsce w końcowej klasyfikacji i spadł do Pierwszej Ligi. W 1996 zespół wrócił do Wyższej Ligi i tym razem utrzymał się w niej. W sezonie 1997 po rundzie wiosennej zrezygnował z dalszych występów i w pozostałych meczach zostały zweryfikowane jako walkowery 0-3 na korzyść rywali. W 1998 klub zmienił nazwę na Bahtijor Pandż (w niektórych źródłach jako Bahtijor Bochtar - reprezentował dystrykt Bochtar), ale znów został wykluczony z rozgrywek po 14. kolejce z powodu nieopłacenia składki za udział w rozgrywkach. Wszystkie jego pozostałe mecze zostały zweryfikowane jako walkowery 0-3 na korzyść rywali. Potem klub został rozformowany.
Dopiero w 2003 klub został reaktywowany jako Sarojkamar Pandż. W tłumaczeniu Sarojkamar oznacza księżycowy pałac i jest to historyczna nazwa miejscowości (do 1931). Na początku występował w Drugiej Lidze, potem w Pierwszej. W 2005 przystąpił do rozgrywek w Wyższej Lidze. W sezonie 2008 z przyczyn finansowych klub zrezygnował z dalszych występów po 32 kolejce, zajął środkowe 8. miejsce, ale  spadł do Pierwszej Ligi. W następnym 2009 zdobył mistrzostwo Pierwszej Ligi, ale z przyczyn finansowych zrezygnował z awansu. W kolejnych sezonach również zajmował miejsca w czołowej trójce, ale przez brak odpowiedniego finansowania odmawiał awansu.

## Sukcesy

### Trofea międzynarodowe
Nie uczestniczył w rozgrywkach azjatyckich (stan na 31-12-2015).

### Trofea krajowe
Tadżykistan
| \| \| Zdobyte trofea w rozgrywkach Tadżykistanu (stan na: 31-12-2015) \| |                                                                 |      |                  |
| Rozgrywki                                                                | Osiągnięcie                                                     | Razy | Sezon(y)         |
| Mistrzostwo                                                              | I miejsce                                                       | 0    |                  |
| Mistrzostwo                                                              | II miejsce                                                      | 0    |                  |
| Mistrzostwo                                                              | III miejsce                                                     | 0    |                  |
| Mistrzostwo                                                              | 8. miejsce                                                      | 1    | 2008             |
| Puchar                                                                   | zdobywca                                                        | 0    |                  |
| Puchar                                                                   | finalista                                                       | 0    |                  |
| Puchar                                                                   | półfinalista                                                    | 1    | 2014             |
| II liga                                                                  | I miejsce                                                       | 3    | 2009, 2013, 2014 |
| II liga                                                                  | II miejsce                                                      | 2    | 2012             |
| II liga                                                                  | III miejsce                                                     | 1    | 2004             |
| Tadżykistan                                                              | Zdobyte trofea w rozgrywkach Tadżykistanu (stan na: 31-12-2015) |      |                  |

## Stadion
Klub rozgrywa swoje mecze domowe na stadionie Centralnym w Pandże, który może pomieścić 3 000 widzów.

## Piłkarze
Znani piłkarze:
- Murodali Barotow
- Dżonibek Gafforow